# Ню-метал

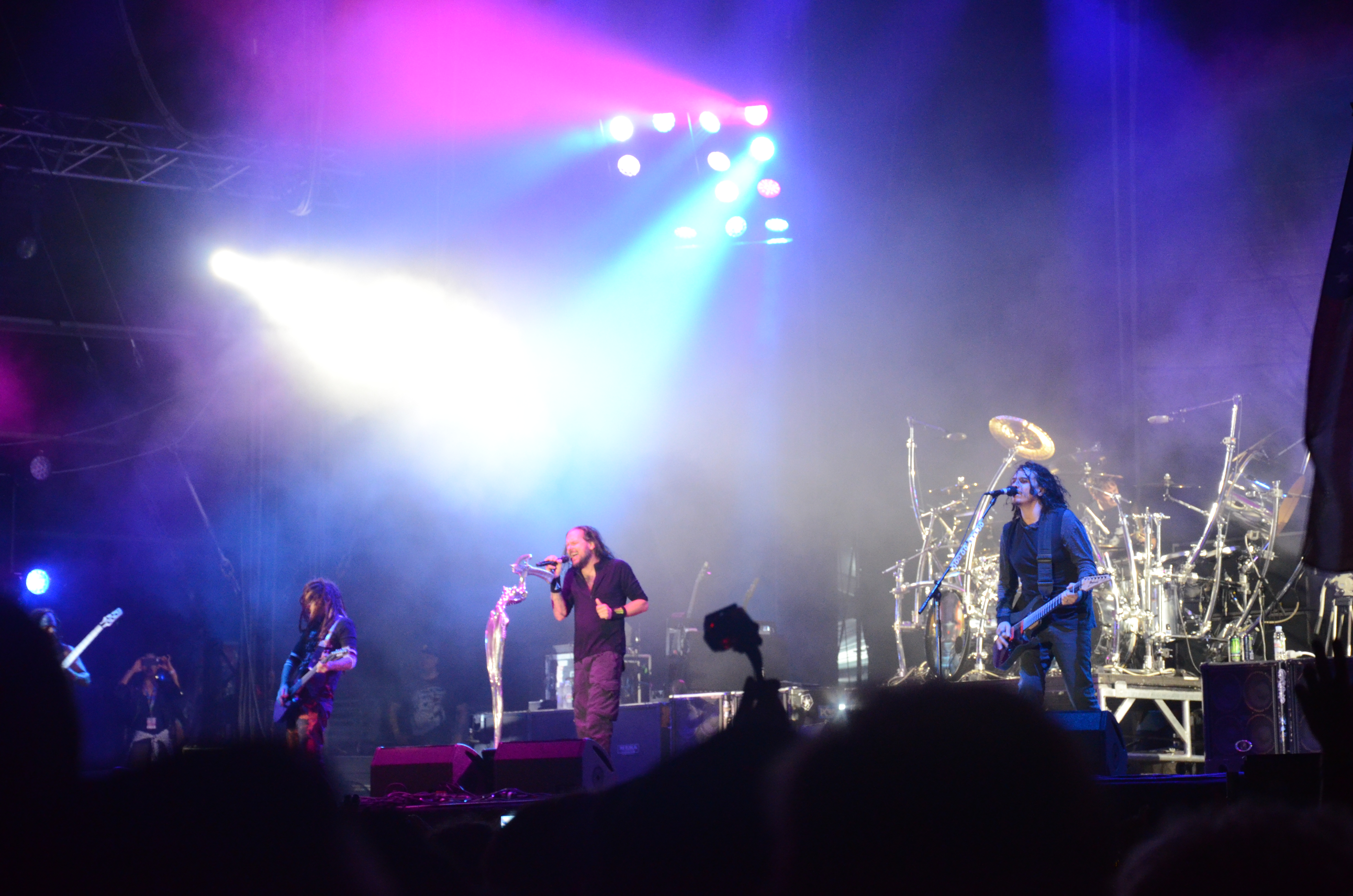
Korn принято считать «основателями» ню-метала

Ню-метал (англ. nu metal, также известен как nü-metal или aggro-metal) является одной из форм альтернативного метала, в которой комбинируются элементы различных поджанров метала с такими жанрами, как хип-хоп, альтернативный рок, фанк и гранж. Ню-метал редко включает в себя гитарное соло, сильно синкопирован и базируется на гитарных риффах. Многие гитаристы ню-метала используют семиструнные гитары в пониженном строе для более тяжёлого звучания. Иногда в составе группы есть диджей, который отвечает за семплинг, скретчинг и звучание электронных инструментов. Вокальные стили включают в себя пение, рэп, скриминг и гроулинг.
Считается, что ню-метал пробился в мейнстрим в 1998 году, когда такие группы, как Korn, Limp Bizkit, System Of A Down и Kid Rock выпустили мультиплатиновые альбомы. Популярность ню-метала не снизилась вплоть до начала 2000-х, чему способствовали успешные записи Papa Roach, Staind, Slipknot и P.O.D., и достигла своего пика благодаря бриллиантовому диску Hybrid Theory (2000) группы Linkin Park. Однако, к середине 2000-х, перенасыщение исполнителей на сцене, в сочетании с неудовлетворительными записями, привели к упадку ню-метала.

## Характеристики
Ню-метал использует элементы различных жанров, среди которых хип-хоп, альтернативный рок, фанк, гранж, электронная музыка, готик-рок, хардкор-панк, панк-рок, нью-вейв, джаз, постпанк, симфо-рок. Также используются элементы различных поджанров метала, как, например, дэт-метал, рэп-метал, грув-метал, фанк-метал, трэш-метал, индастриал-метал. К примеру, группы Static-X и Dope совмещают ню-метал с элементами индастриал-метала.
Ню-метал сильно синкопирован и базируется на гитарных риффах. Переходы в середине песен и общее отсутствие гитарных соло контрастируют с другими жанрами хеви-метала. Кори Гроу из журнала Revolver писал: «в его усилиях звучать ниже и упростить риффы, ню-метал вбивает кол в сердце гитарного соло». Другое отличие от поджанров метала заключается в акценте на ритм, а не на сложность или настроение; ритм ню-метала часто схож с ритмом грув-метала. Иногда применяется педаль wah-wah. Гитарные риффы ню-метала порой похожи на риффы дэт-метала. Басисты и барабанщики часто находятся под влиянием фанка и хип-хопа. Бласт-биты, которые, как правило, присутствуют в блэк-метале и дэт-метале, для ню-метала не характерны. К общим чертам ню-метала со многими поджанрами метала относятся применение тактового размера, дисторшна, пауэр-аккордов и ладовых систем, как, например, дорийского, эолийского и фригийского.
В ню-метале применяются семиструнные гитары, чуть чаще, чем традиционные шестиструнные гитары, которые, как правило, настраиваются ниже, чем обычно. Как следствие, бас-гитары применяются пятиструнные или шестиструнные. Техника игры на бас-гитаре очень часто близка к фанковому стилю. Иногда в составе группы есть диджей, который отвечает за семплинг, скретчинг и звучание электронных инструментов. Ню-метал тяготеет к груву и ритму хип-хопа.
В отличие от многих других поджанров метала, в ню-метале принимают участие музыканты женского пола. Например, Kittie — полностью женская группа; по крайней мере одна участница есть в группах Coal Chamber и Otep.
Вокальные стили включают в себя пение, рэп, скриминг и гроулинг. Вокал в ню-метале часто ритмичный и находится под влиянием хип-хопа. Лирика в песнях ню-метала часто сердитая или нигилистическая; многое из лирики сосредотачивается на темах, таких как боль, тоска, запугивание, эмоциональная пытка, отказ, предательство и личное отчуждение, аналогично тематике гранжа. Лирика ню-метала часто очень прямолинейна. Однако есть песни, касающиеся других тем. Положительные тексты об обещании и надежде есть у группы P.O.D.. Ню-метал-песня «Bodies» группы Drowning Pool о мошинге. Уэйн Свинни из группы Saliva сказал, что их песня «Badass» «предназначена быть одним из „спортивных гимнов“». Издание The Michigan Daily сообщает о лирике Limp Bizkit, что группа «применяла звучание ню-метала, как способ внедрения тестостерона в язвительный рэп белого парня. Как ни странно, зрители отнеслись к лидеру Фреду Дерсту серьезней, чем он хотел, будучи не в состоянии видеть намеренную глупость во многих его песнях». Лирика Limp Bizkit также была описана как «женоненавистная». Лирика группы Dope, как правило, о душевных переживаниях, сексе, наркотиках, женщинах, насилии и отношениях. В отличие от других поджанров метала, ню-метал имеет тенденцию использовать ту же структуру куплетов, припевов и переходов, как и в поп-музыке.
Иногда в песнях ню-метал-групп принимают участие хип-хоп-исполнители. Песня «Children of the Korn» группы Korn была записана совместно с рэпером Ice Cube, который принимал участие в Family Values Tour 1998. А песня «Play Me» группы Korn была записана совместно с Nas. Limp Bizkit сделали записи со многими хип-хоп-исполнителями, включая Method Man, Lil Wayne, Xzibit, Redman, DMX и Snoop Dogg. Христианская ню-метал группа P.O.D. также делала записи с хип-хоп исполнителями, такие как Boo-Yaa T.R.I.B.E, Cypress Hill и Psycho Realm. Linkin Park сотрудничали с Jay Z в альбоме Collision Course (2004). Kid Rock записывался с Eminem и Snoop Dogg. Тревор Бейкер из The Guardian писал: «группы, как Linkin Park, Korn и даже очень злословные Limp Bizkit… сделали намного больше для разрушения искусственных границ между „урбанистической музыкой“ и роком, чем любой из их более приемлемых двойников. Их концерты посетило огромное количество женщин, которое намного больше, чем у любой старой метал-группы».
К типичным атрибутам внешнего вида для ню-металлистов можно отнести: мешковатые штаны, футболки и шорты, джинсы фирмы JNCO, спортивные костюмы фирмы Adidas, спортивные джерси (футболки), бейсболки, мешковатые толстовки с капюшоном, брюки карго, спортивные штаны, дреды, цепи на джинсах, торчащие волосы, бороды, татуировки, лысины, эспаньолки, обесцвеченные или окрашенные волосы, пирсинг и особенно лицевой пирсинг. Стиль одежды ню-металлистов можно сравнить с хип-хоп-модой. Некоторые ню-метал-группы, как, например, Hollywood Undead, Motograter, Mushroomhead, Mudvayne и Slipknot, а также гитарист Limp Bizkit Уэс Борланд, носят маски, комбинезоны, костюмы, лицевую раскраску, корпспэйнт или роспись по телу.

## История

### Предшественники и влияния
Многие группы тяжёлого метала, альтернативного метала, альтернативного рока, гранжа, индастриал-метала, фанк-метала, рэп-метала и экспериментального метала 1980-х и 1990-х заложили основы для развития ню-метала, комбинируя тяжёлые гитарные риффы со структурами поп-музыки, среди них Faith No More, Primus, Helmet, Red Hot Chili Peppers, Nine Inch Nails, White Zombie, Mr. Bungle, Prong, Rage Against the Machine, и Ministry. Влиятельной была также группа Tool, в частности, на её влияние ссылаются Mudvayne, Limp Bizkit и Otep.
Грув-метал и трэш-метал группы того же периода, как, например, Pantera, Slayer, Sepultura, Metallica и Anthrax, оказали существенное влияние на ню-метал. К примеру, Anthrax стала первопроходцем рэп-метала в мини-альбоме I’m the Man (1987), предвосхитив, таким образом, развитие ню-метала. Вокалист Korn Джонатан Дэвис сказал про гитариста Pantera Даймбэга Даррелла буквально следующее: «если бы не было Даймбэга Даррелла, то не было бы и Korn».
В 1990-х появились группы, которые Гарри Шарп-Янг обозначил тегом neo-metal, среди них Pantera, Strapping Young Lad, Machine Head, Biohazard и Fear Factory. Шарп-Янг писал, что эти группы «решили раздеть метал до его сырой, первобытной основы», и что «нео-метал проложил дорогу для ню-метала».
Ню-метал часто испытывает влияние хип-хопа. Хип-хоп-группа Beastie Boys оказала сильное влияние на ню-метал. Такие исполнители, как Dr. Dre и Ice Cube, имели большое влияние на первопроходцев ню-метала Korn. Гитарист Korn Джеймс Шаффер сказал, что группа пыталась эмулировать семплы из альбома The Chronic (1992) рэпера Dr. Dre. Джеймс Шаффер, совместно с коллегой по группе Брайаном Уэлчом, заявляли также, что они пытались эмулировать семплы хип-хоп-группы Cypress Hill. Помимо этого, значительное влияние на Korn оказали хип-хоп-группы Geto Boys и N.W.A. Вокалист Limp Bizkit Фред Дёрст ссылался на значительное влияние хип-хоп-группы The Fat Boys. Papa Roach в перечень повлиявших хип-хоп-исполнителей включили Nas, Wu-Tang Clan и The Fugees. Фронтмен группы Crazy Town Шифти Шеллшок указывал на влияние Run-D.M.C. и Beastie Boys. Джози Скотт из группы Saliva ссылался на Run-D.M.C., LL Cool J, Beastie Boys, Public Enemy, N.W.A., Chuck D, Doug E. Fresh и Whodini. Сонни Сандовал из группы P.O.D. ссылался на Boogie Down Productions и Run-D.M.C. Участник Linkin Park Майк Шинода среди повлиявших хип-хоп-исполнителей отметил Boogie Down Productions, Public Enemy, N.W.A. и the Juice Crew. Другой участник Linkin Park Честер Беннингтон отметил A Tribe Called Quest, KRS-One, Run-D.M.C., Public Enemy, N.W.A., Beastie Boys и Rob Base.

### Зарождение и развитие (начало-середина 1990-х)
Джоэл МакИвер признал группу Korn в качестве первой ню-метал-группы, с их демозаписью Neidermeyer’s Mind (1993). МакИвер также признал их в качестве группы, запустившей NWOAHM, движение тяжёлого метала, стартовавшее в 1990-х. Агрессивные риффы Korn, речитатив Limp Bizkit и акустические баллады Staind сформировали некий шаблон для ню-метала. Происхождение термина «ню-метал» часто приписывают продюсеру Россу Робинсону, которого называют «крестным отцом ню-метала». Робинсон был продюсером для ню-метал-групп, как, например, Korn, Limp Bizkit и Slipknot. Многие из первых ню-метал-групп происходят из Калифорнии, среди них Korn и Deftones. К прочим заметным группам относятся Staind из Массачусетса, Limp Bizkit из Флориды и Slipknot из Айовы. В книге Brave Nu World Томми Удо писал о ню-метал-группе Coal Chamber: «Есть доказательство того, что Coal Chamber были первой группой, кому был приписан тег „ню-метал“, в живом обзоре Spin».
Одноимённый дебютный альбом Korn (1994) группы Korn широко признан в качестве первого ню-метал-альбома. Сама группа в это время пользовалась популярностью в андеграунде, их дебютный альбом достиг 72 позиции в Billboard 200. Дебютный Snuff the Punk (1994) группы P.O.D. также считается одним из первых ню-метал-альбомов, подобно Korn он был издан в 1994 году. Ню-метал получает признание за счёт MTV и основания фестиваля Ozzfest Оззи Осборном, что приводит к разговорам о возрождении хеви-метала в СМИ. Ozzfest был стартовой площадкой для многих ню-метал-групп, в том числе и для Limp Bizkit. Sepultura внедряет элементы ню-метала в альбом Roots (1996), на что их вдохновил дебютный альбом Korn. Roots проложил дорогу для ню-метал-сцены, последовавшей за ним. Немного групп специализировалось в ню-метале до 1997 года, когда группы Snot, Coal Chamber, Limp Bizkit, Papa Roach и Sevendust издали свои дебютные альбомы.
Популярность ню-метала начинает расти, когда альбом Life Is Peachy (1996) группы Korn достигает 3 строчки чарта Billboard 200 и расходится тиражом 106,000 копий за первую неделю продаж. Life is Peachy (1996), как и Korn (1994), были сертифицированы организацией RIAA как 2x платиновые в ноябре 1999 года. Альбом Around the Fur (1997) группы Deftones попадает на 29 строчку Billboard 200 и остаётся в этом чарте ещё 17 недель, продажи за первую неделю составили 43,000 экземпляров. Around the Fur (1997), как и дебютный Adrenaline (1995), были сертифицированы как золотые альбомы в 1999 году. Альбом Floored (1997) группы Sugar Ray помог им пробиться в мейнстрим, он получил статус дважды платинового альбома менее чем за один год. Одноимённый дебютный альбом Coal Chamber (1997) группы Coal Chamber попал на 10 строчку чарта Top Heatseekers в 1998 году и получил золото от RIAA в декабре 1999 года.

### Расцвет (конец 1990-х и начало 2000-х)
1998, как правило, признается годом, когда ню-метал пробился в мейнстрим, с попаданием третьего альбома Follow the Leader (1998) группы Korn на первую строчку чарта Billboard 200, с получением мульти-платинового статуса, он проложил дорогу для многих ню-метал-групп. С этого момента ню-метал-группы переходят на крупные лейблы и исполняют комбинацию тяжёлого метала, хип-хопа, индастриала, гранжа и хардкор-панка. Такие исполнители, как Cypress Hill, Sepultura, Vanilla Ice, Primus, Fear Factory, Machine Head, и Slayer, издают альбомы под влиянием ню-метала. Даже британская хеви-метал-группа Judas Priest внедряет элементы ню-метала в альбом Demolition. В книге Sound of the Beast: The Complete Headbanging History of Heavy Metal Иэн Кристи писал о ню-метале, что «панкультурный метал может окупиться».
Четвёртый альбом Issues (1999) группы Korn также попал на вершину Billboard 200. За один месяц он стал трижды платиновым. За первую неделю он разошёлся тиражом 573,000 копий, а первый сингл «Falling Away from Me» достиг 99 позиции в Billboard Hot 100. Немногим раньше, до выхода альбома, Korn появляются в эпизоде «Отличная загадка группы Korn о пиратском призраке» мультсериала Южный парк, в котором состоялась премьера сингла «Falling Away from Me». В конце 1990-х и начале 2000-х различные ню-метал-группы, как, например, Korn, Limp Bizkit и P.O.D., стабильно участвуют в телепередаче Total Request Live на MTV.
На фестивале Вудсток 1999 года участвовали ню-метал-группы Korn, Kid Rock, Godsmack, Limp Bizkit и Sevendust. Во время и после выступления Limp Bizkit имело место насилие, люди отрывали фанеру от ограждений во время исполнения песни «Break Stuff», сообщалось также о нескольких случаях изнасилования. Групповое изнасилование произошло также во время выступления группы Korn. Вокалист Limp Bizkit Фред Дёрст сказал во время концерта: «Люди получают травмы. Не травмируйте никого. Но я не думаю, что Вы должны успокоиться. Это то, что Вы, негодяи, сделали во время выступления Аланис Мориссетт. Если кто-то упадёт, поднимите его. Мы уже выпустили негатив. Теперь мы хотим выпустить позитивную энергию». Дёрст был обвинен в подстрекательстве к насилию на фестивале. В интервью по поводу инцидента Дёрст сказал: «Я не видел, чтобы кто-то получал травмы. И вы не видели этого. Когда ты смотришь на море людей с 20-футовой сцены, когда ты выступаешь, ты чувствуешь свою музыку, и это чего от тебя ждут. Разве я мог заметить, что что-то идет не так?». Участник группы Primus Лес Клейпул сказал, что «Вудсток был таким, каким Дёрст хотел его видеть. Его позиция „никакого давления — плохое давление“, так что это он берёт на себя. Он погрязает в этом. Всё же, он замечательный парень». Том Морелло из Rage Against the Machine назвал Вудсток 1999 года «нижней точкой ню-метала». Несмотря на инцидент, популярность Limp Bizkit и продажи их последнего альбома Significant Other (1999) не были затронуты.
Ню-метал-группа Orgy становится популярной в конце 1990-х, с выходом альбома Candyass (1998), который получает платиновый статус от RIAA. Их кавер на песню «Blue Monday» группы New Order достигает 56 строчки в Billboard Hot 100. Одноимённый дебютный альбом Godsmack (1998) группы Godsmack становится четырежды платиновым. Альбом Devil Without a Cause (1998) музыканта Kid Rock получает золото. В следующем месяце Devil Without a Cause, как и предсказывал Kid Rock, получает платину. Альбом был распродан тиражом 9,300,000 копий в Соединенных Штатах и получил 11х платиновый статус. В 1999 году появились Slipknot со своим экстремальным ню-метал-звучанием, их одноимённый дебютный альбом Slipknot (1999) становится 2x платиновым. В обзоре этого альбома Рик Андерсон из AllMusic писал: «Вы думали, что Limp Bizkit тяжёлая группа? Они — The Osmonds. Эти парни что-то совсем другое.» Второй альбом Significant Other (1999) группы Limp Bizkit достиг вершины Billboard 200, распроданный тиражом 643,874 копий за первую неделю. За вторую неделю было продано 335,000 копий. В общем он разошёлся тиражом 7,237,123 копий в Соединенных Штатах и получил 7x платиновый статус.
В 1999 году был издан второй альбом Dysfunction (1999) группы Staind, сингл «Mudshovel» с него стал 10-м в Hot Mainstream Rock Tracks. Dysfunction был сертифицирован организацией RIAA как 2x платиновый. Канадская группа Kittie выпустила альбом Spit в январе 2000 года и получила золото от RIAA в октябре того же года. Spit был распродан тиражом не менее 600,000 копий в США и не менее 40,000 копий в Канаде. Третий альбом Chocolate Starfish and the Hot Dog Flavored Water (2000) группы Limp Bizkit установил рекорд продаж за первую неделю среди рок-альбомов, продав более одного миллиона копий в Соединенных Штатах, 400,000 из которых были проданы в первый день релиза, что делает этот альбом самым быстро продаваемым рок-альбомом в истории, предыдущий рекорд продержался 7 лет и принадлежал альбому Vs. группы Pearl Jam. Chocolate Starfish and the Hot Dog Flavored Water был распродан тиражом 8,000,000 копий в Соединенных Штатах. В том же году второй альбом Infest (2000) группы Papa Roach и дебютный альбом The Sickness (2000) группы Disturbed имели хорошие продажи. The Sickness стал 4x платиновым, а Infest — 3x платиновым. Песня «Down with the Sickness» группы Disturbed использовалась в качестве приветствия командой Даллас Ковбойз из НФЛ. Песня «Last Resort» группы Papa Roach попала на 57 строчку хит-парада Billboard Hot 100 и возглавила Alternative Songs. Альбом The Fundamental Elements of Southtown (1999) группы P.O.D. получает платину в 2000 году и попадает на 143 строчку списка самых продаваемых альбомов 2000 года. Песня «Rock the Party (Off the Hook)» из этого альбома получает 1 место в Total Request Live на MTV. Хип-хоп-группа Cypress Hill выпускает свой пятый альбом Skull & Bones (2000) в жанрах ню-метал и рэп-метал. Альбом становится платиновым в США в течение двух месяцев. В начале 2000-х годов ню-метал-группа Incubus была очень популярна, оба её альбома Make Yourself (1999) и Morning View (2001) становятся дважды платиновыми.
В конце 2000 года группа Linkin Park издаёт дебютный альбом Hybrid Theory (2000), который стал самым продаваемым дебютным альбомом среди всех исполнителей и жанров 21-го века. Он также был признан самым продаваемым альбомом 2001 года, с продажами выше, чем у альбомов Celebrity (2001) группы NSYNC и Hot Shot (2000) исполнителя Shaggy. Linkin Park были удостоены Грэмми за второй сингл «Crawling». Их четвёртый сингл «In the End» был выпущен в конце 2001 года и достиг второй строчки в Billboard Hot 100 в марте 2002 года. В 2001 году Hybrid Theory был распродан тиражом 4,800,000 копий в Соединенных Штатах. Он получил бриллиантовый статус от RIAA, с продажами не менее 10,222,000 копий в Соединенных Штатах. Группа Snot издаёт альбом Strait Up (2000), который является трибьютом в честь бывшего вокалиста группы Линна Стрейта, погибшего в автомобильной катастрофе в декабре 1998 года. В записи альбома приняли участие многие ню-метал-музыканты, среди которых Джонатан Дэвис, Фред Дёрст, Кори Тейлор, Марк МакГрат, Макс Кавалера, Брендон Бойд, DJ Lethal и Дез Фафара. Strait Up поднялся на 56 строчку чарта Billboard 200. Второй альбом Awake (2000) группы Godsmack получил 2х платиновый статус. Заглавная песня «Awake» из альбома достигает вершины чарта Mainstream Rock. Также «Awake», как и другую песню «Sick of Life», используют в рекламе американского военно-морского флота.
Дебютный альбом The Gift of Game (1999) группы Crazy Town стал 9 в Billboard 200, получил платину и был распродан тиражом не менее 1,500,000 копий в США. По миру продажи альбома составили не менее 2,500,000 копий. Альбом Break the Cycle (2001) группы Staind попадает на вершину Billboard 200, с продажами не менее 716,000 копий за первую неделю. Продажи Break the Cycle превзошли такие альбомы, как Survivor (2001) группы Destiny’s Child, Lateralus (2001) группы Tool или Miss E... So Addictive (2001) певицы Мисси Эллиотт. Он получил 5x платиновый статус от RIAA. Второй альбом Every Six Seconds (2001) группы Saliva получил платиновый статус. Песня «Click Click Boom» из альбома была использована WWE в шоу No Mercy (2001). «Click Click Boom» исполнялась также во время футбольных матчей. Другая песня «Your Disease» группы Saliva стала 7 в чарте Modern Rock Tracks и 3 в чарте Mainstream Rock.
Дебютный альбом Wisconsin Death Trip (1999) группы Static-X получил платину от RIAA в 2001 году. Второй альбом Iowa (2001) группы Slipknot стал 3 в Billboard 200 и получил платиновый статус. Критик Джон Мулви назвал альбом «абсолютным триумфом ню-метала». На церемонии MTV Video Music Awards 2001 ню-метал-песня «Dig» группы Mudvayne получила награду «MTV2 Award», побив коммерчески успешную песню «Fallin’» певицы Алиша Киз. Песня «Dig» получила широкую радиоротацию. Второй альбом Satellite (2001) группы P.O.D. стал 6 в Billboard 200 и получил 3х платиновый статус. P.O.D. сохранили свою популярность и в следующем 2002 году. В июне 2001 года группа Drowning Pool издаёт ню-метал-альбом Sinner (2001), содержащий песню «Bodies». Альбом становится платиновым в августе 2001 года и клип на песню «Bodies» становятся одним из наиболее часто воспроизводимых среди новых групп на MTV. «Bodies» попадает на 6 строчку чарта Mainstream Rock и используется игроком Jonathan Papelbon команды Бостон Ред Сокс.
Альбом Anthology (2001) группы Alien Ant Farm содержит кавер в стиле ню-метала на песню «Smooth Criminal» Майкла Джексона, который достиг 23 позиции чарта Billboard Hot 100. Anthology был распродан тиражом 1,900,000 копий в США и получил платину от RIAA в том же году. Саундтрек к фильму Царь скорпионов был издан в 2002 году и достиг вершины чарта Top Soundtracks. В него вошли многие ню-метал-группы, среди которых Drowning Pool, Coal Chamber, Lifer, Sevendust, Flaw и Godsmack. Песня «I Stand Alone» группы Godsmack, вошедшая в саундтрек Царя скорпионов, оставалась самой проигрываемой песней радио формата «активный рок» в 2002 году, в течение четырнадцати недель подряд. «I Stand Alone» также взобралась на вершину чарта Mainstream Rock. В марте 2002 года появился сборник Now That’s What I Call Music! 9 (2002), содержавший песню «Giving In» ню-метал-группы Adema. Сборник достиг вершины Billboard 200 и получил 2х платиновый статус от RIAA.

### Незначительный спад продаж в 2002 году
В 2003 году MTV писал, что популярность ню-метала снижается, ссылаясь на продажи долгожданного пятого альбома Untouchables (2002) группы Korn и третьего альбома Lovehatetragedy (2002) группы Papa Roach, которые были ниже, чем у предыдущих релизов. Джонатан Дэвис винил в этом пиратство, поскольку Untouchables (2002) разошёлся в Интернете за 4 месяца до официального издания альбома. Сообщалось также, что ню-метал-группы стали реже появляться в радиоэфире, и что MTV начинает смещать фокус на другие музыкальные жанры. Согласно MTV, Lovehatetragedy (2002) содержал меньше хип-хоп-элементов, чем предыдущий альбом Infest (2000), как и третий альбом Back into Your System (2002) группы Saliva, по сравнению с предыдущим их альбомом Every Six Seconds (2001). Второй альбом Darkhorse (2002) группы Crazy Town не содержал хит-синглов и продавался хуже, чем предшественник The Gift of Game (1999). Хотя альбом Cocky (2001) музыканта Kid Rock был схож по своим характеристикам с его успешным альбомом Devil Without a Cause (1998), песня «Forever» из альбома Cocky, в стиле ню-метал-песни «Bawitdaba» из альбома Devil Without a Cause, не была столь популярна, как кантри-песня «Picture» из альбома Cocky. Помимо этого MTV сообщает, что «другой причиной выхода ню-метала и рэп-рока из центра внимания может быть в появлении множества одинаково звучащих групп. American Head Charge, Primer 55, Adema, Cold, The Union Underground, Dope, Apartment 26, (hed) P.E. и Skrape — все они издали альбомы в 2000—2001 гг., что оставило больше коллективное впечатление, чем индивидуальное.» Несмотря на мнение MTV, Untouchables (2002) получил платиновый статус от RIAA, а один из синглов из этого альбома «Here to Stay» достиг 72 позиции в Billboard Hot 100, получил большую радио ротацию и дважды становился первым в Total Request Live на MTV. Альбом разошёлся тиражом 434,000 копий за первую неделю и достиг 2 строчки в Billboard 200. Другой сингл «Thoughtless» также был успешен, он стал 11 в чарте Modern Rock Tracks и 6 в Mainstream Rock. Однако Untouchables (2002) не достиг уровня продаж Follow the Leader (1998). Песня «She Loves Me Not» группы Papa Roach из альбома Lovehatetragedy (2002) попала на 76 позицию Billboard Hot 100.
Несмотря на спад продаж у Korn и Papa Roach, ню-метал оставался чрезвычайно популярным благодаря группам Linkin Park, Evanescence, Taproot, Godsmack, Trapt, Hoobastank, Trust Company, Chevelle и прочим. В 2002 году альбом Hoobastank (2001) группы Hoobastank получил платину от RIAA. Песня «Poem» группы Taproot была популярна в 2002 году и попала на 5 строчку чарта Mainstream Rock. Ремиксовый альбом Reanimation (2002) группы Linkin Park был распродан тиражом более миллиона экземпляров в 2002 году, что MTV назвало «впечатляющим для альбома ремиксов». Песня «Headstrong» продвинула группу Trapt в мейнстрим, она достигла 16 строчки в Billboard Hot 100, 4 строчки в Pop Songs и 1 строчки в Mainstream Rock Tracks. Песня «Still Frame» группы Trapt стала 69 в Billboard Hot 100. Альбом Trapt (2002) группы Trapt получил платину в 2003 году. Дебютный альбом Fallen (2003) группы Evanescence Джонни Лофтус из AllMusic охарактеризовал ню-метал-звучанием. Альбом получил премию Грэмми. Лид-сингл «Bring Me to Life» из альбома Fallen (2003) стал 5 в Billboard Hot 100 и 1 в Mainstream Top 40. Второй альбом Meteora (2003) группы Linkin Park взобрался на вершину Billboard 200 и был распродан тиражом 810,000 копий за первую неделю. Meteora и Fallen заняли третье и четвёртое место соответственно среди самых продаваемых альбомов 2003 года. Linkin Park и Evanescence выпустили ряд успешных синглов в течение 2003 и до середины 2004 года. Fallen разошёлся тиражом 7,600,000 копий в США, а Meteora — 6,100,000 в США. Третий альбом Faceless (2003) группы Godsmack также взобрался на вершину Billboard 200 и получил платиновый статус от RIAA за первые пять недель после издания. В 2003 году альбом Wonder What’s Next (2002) группы Chevelle получил платину от RIAA. Песня «Send the Pain Below» из этого альбома попала на 65 строчку чарта Billboard Hot 100 и на 1 строчку чарта Mainstream Rock, и также на 1 строчку чарта Alternative Songs. В 2002 году песня «Downfall» группы Trust Company стала 91 в Billboard Hot 100, а альбом The Lonely Position of Neutral (2002) получил золотой статус от RIAA.

### Упадок (середина-конец 2000-х)
Согласно журналу Decibel, ню-метал выдохся «где-то летом 2003 года». Однако, по словам Ultimate-Guitar.com, Musical Urbanism и Rolling Stone, ню-метал завершился в 2004 году. После периода широкого успеха групп Linkin Park и Evanescence ню-метал пришёл к упадку. Альбом Results May Vary (2003) группы Limp Bizkit, сочетающий альтернативный рок с ню-металом достиг 3 строчки Billboard 200. Кавер Limp Bizkit на песню «Behind Blue Eyes» группы The Who попал на 71 строчку чарта Billboard Hot 100 и 25 строчку Mainstream Top 40. Однако продажи Results May Vary снизились по сравнению с предыдущими альбомами Limp Bizkit Significant Other (1999) и Chocolate Starfish and the Hot Dog Flavored Water (2000). Хотя песня «Did My Time» группы Korn взобралась на 38 позицию чарта Billboard Hot 100, альбом Take a Look in the Mirror (2003) продавался хуже, чем его предшественники Issues (1999) и Untouchables (2002). Korn боролись с утечкой альбома Take a Look in the Mirror в Интернет; басист группы Реджинальд Арвизу сказал: «Мы провалили альбом, как только дослушали его на CD. Мы не выложили его для онлайн доступа, как это случилось в прошлый раз.» Take a Look in the Mirror был издан ранее, чем было запланировано, потому что некоторые песни из альбома, включая «Right Now» и «Break Some Off», успели просочиться в Интернет. В 2004 году группы классического рока, как, например, Jet и The Darkness, пробились в мейнстрим, что привело к снижению популярности ню-метала. Ровно как и эмо-движение, ускорившее уменьшающуюся популярность ню-метала. В середине 2000-х металкор становится одним из самых популярных жанров в рамках NWOAHM.
Во второй половине 2000-х многие ню-метал-группы экспериментируют с другими жанрами. Третий альбом Minutes to Midnight (2007) группы Linkin Park известен своим полным отклонением от ню-метал-звучания. Ню-метал-группы Disturbed и Drowning Pool направляются в сторону хард-рока или стандартного метал-звучания. Slipknot также отходят от ню-метала и включают элементы грув-метала, дэт-метала и трэш-метала. Staind и Papa Roach стремятся облегчить своё звучание. Альбом 14 Shades of Grey (2003) группы Staind не выражает столько гнева, сколько было в предыдущих альбомах, и демонстрирует отход группы от тяжёлого метала в сторону более лёгкого звучания. Papa Roach переходят с ню-метала на хард-рок в альбоме Getting Away with Murder (2004).
Soulfly смещаются от ню-метала к дэт-металу и трэш-металу. Kittie покидают ню-метал в пользу музыки с элементами блэк-метала и дэт-метала. Korn и Mudvayne сохранили свою популярность в середине 2000-х годов. Песни «Coming Undone» и «Twisted Transistor» из альбома See You on the Other Side (2005) группы Korn попали в чарт Billboard Hot 100; хоть группа и не отказалась от ню-метала, она добавила элементы индастриал-метала и перешла на иное звучание. Альбом Lost and Found (2005) группы Mudvayne отражает изменение их музыкального стиля. Песня «Happy?» из этого альбома попала на 89 строчку чарта Billboard Hot 100 и 91 строчку Pop 100. В 2005 году был издан мини-альбом The Unquestionable Truth (Part 1) группы Limp Bizkit без какого-либо продвижения и рекламы. Он не был очень популярен, его продажи упали на 67 % в течение второй недели после издания. В 2006 году группа взяла перерыв.

### Слияние с другими жанрами и возрождение, ню-металкор (2010-е)
В течение 2010-х в СМИ обсуждали вероятное возрождение ню-метала из-за групп, соединяющих ню-метал с другими жанрами, из-за воссоединения ню-метал-групп, из-за существующих групп, возвращающихся в рамки жанра, из-за формирования новых групп. Несмотря на отсутствие радио-ротации, некоторые ню-метал-группы возвратили часть своей прежней популярности. Альбом Korn III: Remember Who You Are (2010) группы Korn был распродан тиражом 63,000 экземпляров в течение первой недели и достиг второй позиции в Billboard 200. К 6 декабря 2011 года продажи альбома достигли 185,000 единиц в Соединенных Штатах. Вокалист группы Джонатан Дэвис сообщил с выходом этого альбома, что группа «хочет вернуться к прежней олд-скульной энергетике».
В 2011 году вышел долгожданный пятый студийный альбом Gold Cobra группы Limp Bizkit, который был распродан тиражом 27,000 экземпляров в течение первой недели и достиг 16 позиции в Billboard 200. В том же году был издан одноимённый альбом Staind группы Staind, охарактеризованный возвратом к раннему более тяжёлому звучанию. Альбом дебютировал под номером 5 в Billboard 200, распроданный в количестве 47,000 копий за первую неделю. В октябре 2011 года одноимённый альбом Evanescence группы Evanescence дебютировал под номером 1 в Billboard 200, распроданный в количестве 127,000 копий за первую неделю. В декабре 2011 года Korn выпустили альбом The Path of Totality, распроданный в количестве 55,000 копий за первую неделю. Этот альбом объединяет ню-метал с дабстепом. Такие издательства, как Phoenix New Times и LA Weekly, назвали The Path of Totality новым направлением для ню-метала. Он получил награду Revolver Golden God в категории «Album of the Year». В 2012 году появился альбом The Connection группы Papa Roach. В то время как главным его направлением является хард-рок, альбом характеризуется также возвратом к ню-металу и рэп-року.
Металкор и дэткор-группы с влиянием ню-метала получили умеренную популярность или признание в андеграунде, среди них Emmure, Here Comes the Kraken, Suicide Silence, Of Mice & Men и Issues. Альбом The Black Crown (2011) группы Suicide Silence, который сочетает в себе элементы ню-метала и дэткора, достиг 28 позиции в чарте Billboard 200. Одноимённый дебютный альбом Issues (2014) группы Issues достиг 9 позиции в том же чарте. Он сочетает в себе элементы металкора, ню-метала, поп-музыки и R&B. В сентябре 2013 года группа My Ticket Home выпустила альбом под названием Strangers Only, который демонстрирует переход группы от их прежнего металкор-звучания к ню-металу. Альбом Restoring Force (2014) группы Of Mice & Men, содержащий элементы ню-метала, достиг 4 позиции в Billboard 200.
В 2014 году вышел шестой студийный альбом The Hunting Party группы Linkin Park. Альбом демонстрирует возврат группы к ню-металу. Он достиг 3 позиции в Billboard 200, распроданный в количестве 110,000 копий за первую неделю. Песня «Until It’s Gone» из этого альбома была номинирована на церемонии MTV VMA 2014 в категории «за лучшее рок-видео», но проиграла песне «Royals» исполнительницы Lorde. В 2014 году появился дебютный альбом Violence & Destruction группы Islander. Критики отметили звучание ню-метала в альбоме и сравнили его со звучанием групп P.O.D. и Deftones. В 2015 году появился альбом F.E.A.R. группы Papa Roach, содержавший рэп. В том же году у группы Coal Chamber вышел альбом Rivals, новый студийный альбом со времён Dark Days (2002). Многие критики отметили звучание ню-метала. У группы Bring Me the Horizon, ранее известной своим намного более тяжелым звучанием, вышел пятый альбом That’s the Spirit (2015), который достиг 2 строчки в Billboard 200. Альбом соединяет в себе различные жанры, включая ню-метал, и демонстрирует отход группы от металкора. В 2016 году ню-метал-группа From Ashes to New выпустила дебютный альбом Day One, который взобрался на 53 позицию чарта Billboard 200.

## Критика
Благодаря своей популярности и распространённому мнению, что ню-метал является одним из жанров метала, поклонники последнего часто критикуют ню-метал, называя его такими уничижительными терминами, как «mallcore» или «whinecore». Григорий Хини из AllMusic назвал ню-метал «одной из самых неудачных попыток метала пробиться в мейнстрим». Люси Джонс из NME назвал ню-метал «худшим жанром всех времён». Гарри Шарп-Янг описал его как «крайне упрощённое и, к счастью, непродолжительное явление». Когда группа Machine Head перешла на ню-метал в третьем альбоме The Burning Red (1999), а их вокалист Робб Флинн сменил причёску на «колючие волосы», как у многих ню-металлистов, их обвинили в продажности, поклонники критиковали группу за смену внешнего вида и музыкального стиля. Барабанщик Дэйв Макклейн сказал: «мы знаем, что собираемся взбесить людей этой записью, но будем надеяться, что некоторые из них будут слушать её целиком». Робб Флинн заметил, что «в этом альбоме всего полторы минуты рэпа … и если люди решили, что это было рэп-металом, то они не слушали его».
Джонатан Дэвис, вокалист группы Korn, говорил о критике ню-метала следующее: «существует много консервативных металлистов, ненавидящих что-либо, так как это не настоящий метал, но Korn никогда не были метал-группой. На нас всегда смотрели как на что-то названное ню-металом. Но мы всегда были белой вороной, и мы никогда не вписывались в это что-то… Мы всегда развиваемся и бесим фанатов, и получаем новых фанатов.» Вокалист группы Lamb of God Рэнди Блай говорил о спаде популярности ню-метала в 2004 году: «ню-метал отстой, это причина его вымирания. И я думаю, что … люди готовы к более злой музыке». Дэйв Мастейн из Megadeth заявил, что лучше «вырвать веки», чем слушать ню-метал. Гэри Холт из Exodus сказал, что «был очень рад» упадку ню-метала. Джек Портер из The Michigan Daily попытался защитить ню-метал, несмотря на большой объём критики: «К сожалению, некоторые барьеры препятствуют восприятию слушателями ню-метала без идентификации музыкантов с типичным образом для жанра — глупого пригородного белого ребёнка в бейсболке, одетой козырьком назад. То, что раньше было специфическим альтернативным металом, в гетто превратилось в a) группы, играющие чрезвычайно тяжелую и все же радио-дружественную музыку, b) отстой. Поскольку для жанра стало характерным отсутствие качества, многие „серьезные“ меломаны перестали обращать внимание на то, что жанр мог им предложить». Вдобавок Джоди Макгрегор из FasterLouder назвал ню-метал «самым ненавистным жанром музыки» и написал, что он «не настолько плох, как люди думают».
Некоторые музыканты, повлиявшие на ню-метал, попытались дистанцироваться от жанра и его представителей. Вокалист групп Faith No More и Mr. Bungle Майк Паттон критиковал ню-метал, несмотря на то, что принимал участие в записи песни «Lookaway» из альбома Roots (1996) группы Sepultura, вместе с Джонатаном Дэвисом. Паттон сказал о влиянии его музыки на ню-метал: «Я не чувствую никакой ответственности за это, это вина их матерей, а не моя». Пейдж Хамильтон из группы Helmet сказал: «Это раздражает, когда люди пишут о нашем влиянии на ню-метал и рэп-метал … с которыми у нас нет ничего общего». Тем не менее, Хамильтон принял участие в записи песни «All for Nothing» из альбома The Hunting Party (2014) группы Linkin Park. Трент Резнор из группы Nine Inch Nails говорил, что знает некоторых участников группы Korn и считает их «крутыми парнями», при этом он раскритиковал ню-металлистов в журнале Kerrang!.
В ответ на сообщение о том, что Фред Дёрст из Limp Bizkit является большим поклонником группы Tool, вокалист этой группы Джеймс Мэйнард Кинан сказал: «Если повариха в средней школе обращает своё внимание на Вас, Вы цените комплимент, но Вы же не собираетесь начать встречаться с ней, не так ли?» В то время как Дёрст сослался на Rage Against the Machine, как на группу оказавшую сильное влияние на него, Тим Коммерфорд из Rage Against the Machine открыто заявил, что ненавидит Limp Bizkit. На церемонии MTV Video Music Awards 2000 Limp Bizkit победили в категории за лучшее рок-видео с песней «Break Stuff», оставив позади Rage Against the Machine с песней «Sleep Now in the Fire». Когда Limp Bizkit получали награду, Коммерфорд поднялся над сценой и раскачивался там. После инцидента Коммерфорд был арестован и провел ночь в тюрьме. Коммерфорд назвал Limp Bizkit «одной из самых глупых групп в истории музыки». Также он заявил: «Я прошу прощения за Limp Bizkit. Я реально сожалею. Мне реально плохо от того, что мы вдохновили такую ерунду…»
Не считают себя ню-металом и некоторые представители этого жанра, среди них Slipknot, Джонатан Дэвис из группы Korn, Аарон Льюис из группы Staind, Чино Морено из группы Deftones, Майк Шинода из группы Linkin Park, Уэс Борланд из группы Limp Bizkit, Майк Венгрен и Дэвид Дрэйман из группы Disturbed. При этом, в защиту жанра высказывались Фред Дёрст из группы Limp Bizkit, Дез Фафара из группы Coal Chamber, Честер Беннингтон из группы Linkin Park.